# Sphaerowithius perpusillus
Sphaerowithius perpusillus är en spindeldjursart som först beskrevs av Edvard Ellingsen 1910.  Sphaerowithius perpusillus ingår i släktet Sphaerowithius och familjen Withiidae. Inga underarter finns listade i Catalogue of Life.